# Bing Crosby

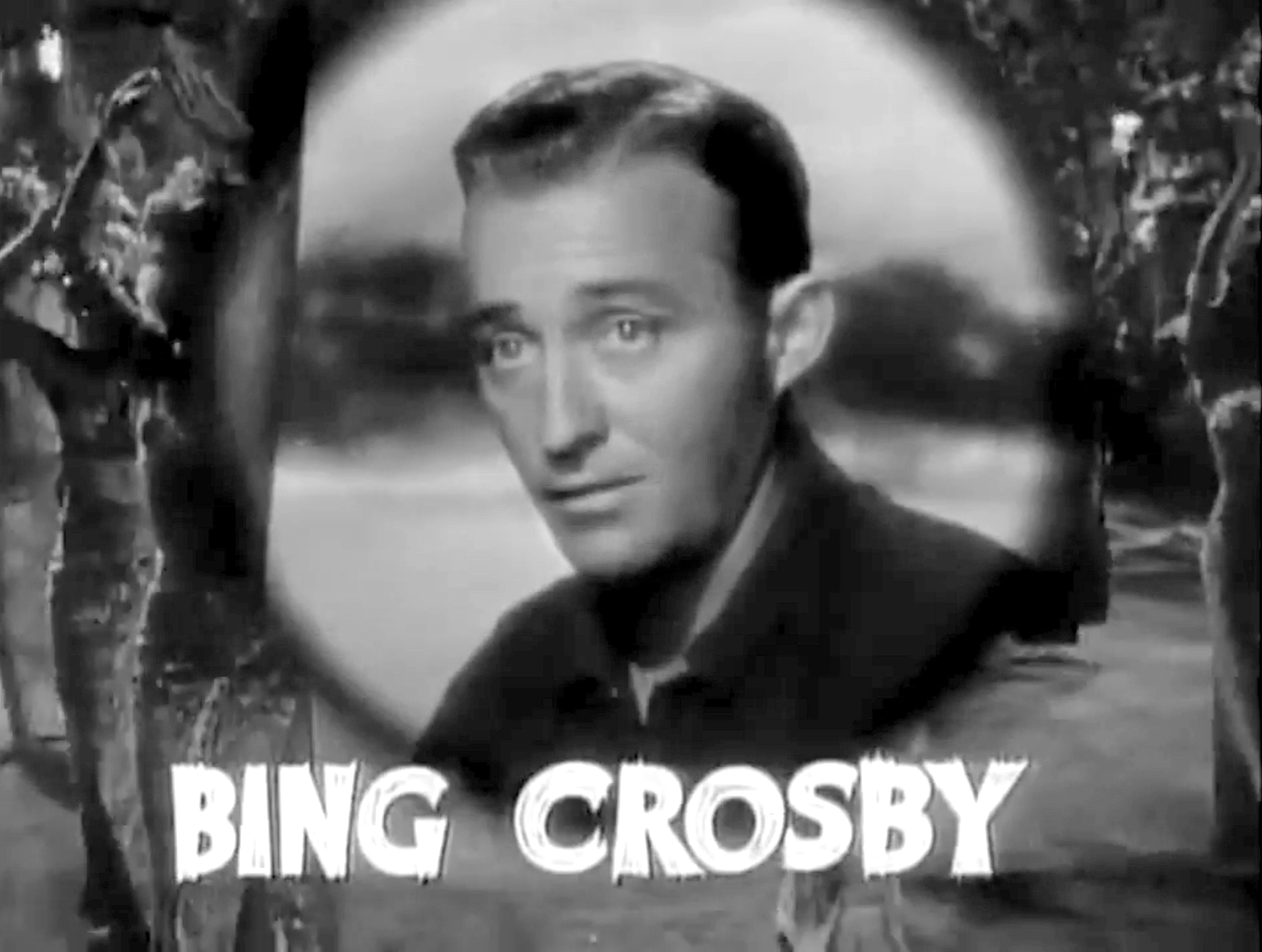
Bing Crosby i filmen Två glada sjömän går i land (1940).

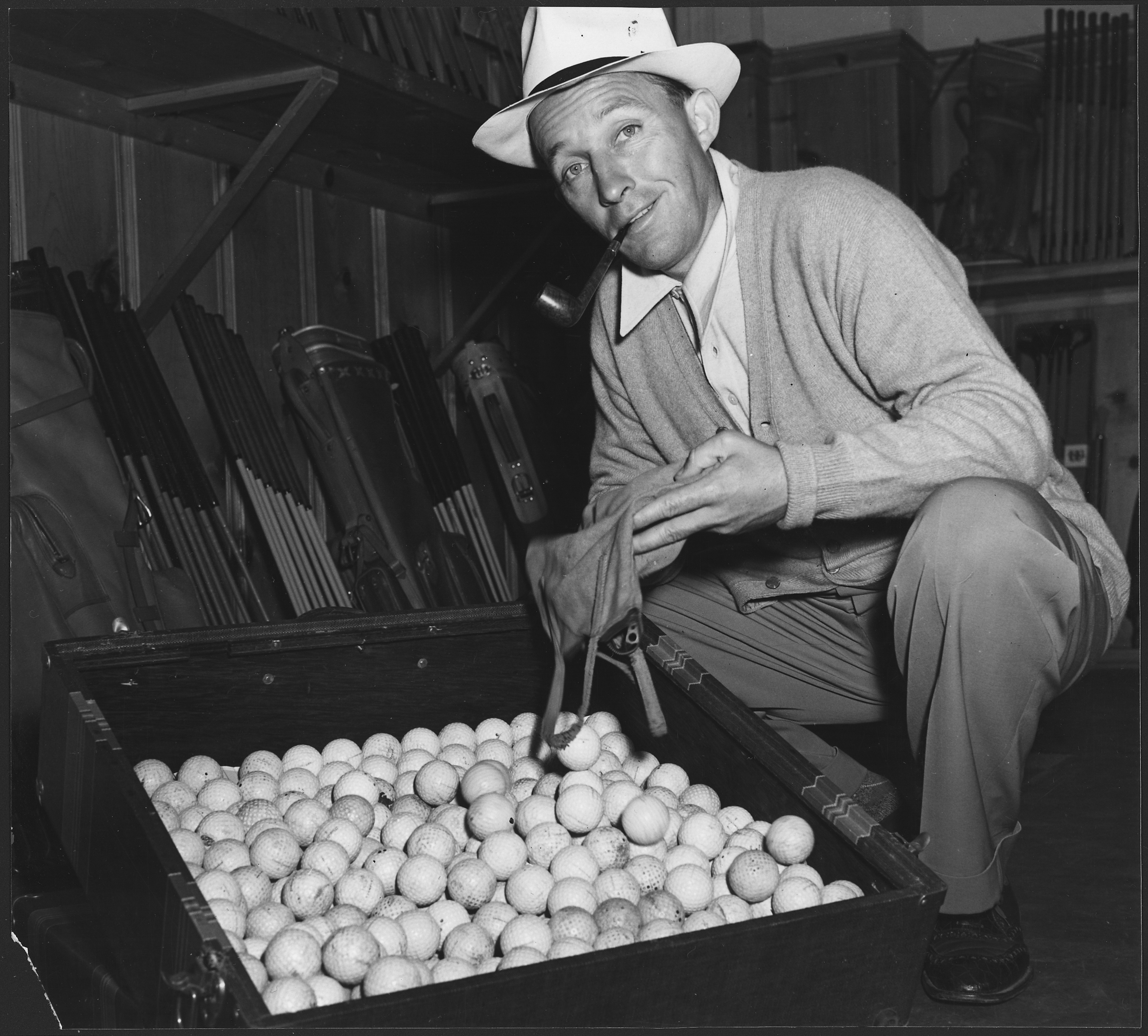
Bing Crosby, 1942.

Harry Lillis "Bing" Crosby, född 3 maj 1903 i Tacoma, Washington, död 14 oktober 1977 i Madrid, Spanien, var en amerikansk sångare och skådespelare. Crosby var särskilt känd som sångare och var mycket populär under 1940- och 1950-talen.
Bing Crosbys största hit var en inspelning från 1942 av Irving Berlins sång "White Christmas", som kom att bli en av världens verkliga storsäljare. Till 1998, då Elton John släppte singeln "Candle in the Wind 1997" (med undertiteln England's Rose), till prinsessan Dianas minne, var Bing Crosbys singelinspelning den som sålts i störst antal exemplar genom tiderna, enligt uppgift mer än 50 miljoner exemplar. Bing Crosby gjorde sammanlagt cirka 1 700 grammofoninspelningar under sin karriär. Av dem blev inte mindre än 22 så kallade guldskivor, vilket innebär att de såldes i mer än en miljon exemplar i USA.
Crosby erhöll en Oscar för bästa manliga huvudroll för sin roll som fader Chuck O'Malley i filmen Vandra min väg (1944) och nominerades åter då han repriserade rollen i Klockorna i S:t Mary mot Ingrid Bergman följande år. Han blev på så vis den första av sex skådespelare att nomineras två gånger för samma roll. Bland hans övriga filmroller märks White Christmas (1954) och En skön historia (1956). Crosby samarbetade också med vännen Bob Hope och de spelade huvudrollerna i sju filmer i serien Två glada sjömän... mellan 1940 och 1962.
Bing Crosby är en av totalt 33 personer som har tre stjärnor på Hollywood Walk of Fame, i kategorierna film, radio och musik.

## Biografi
Bing Crosby föddes i Tacoma i delstaten Washington. Föräldrarna var brittisk-amerikanska bokhållaren Harry Lowe Crosby (1871–1950) och irländsk-amerikanskan Catherine Harrigan (1873–1964). Familjen flyttade 1906 till Spokane i Washington där hans far byggde ett hus i 508 E. Sharp Avenue, ett hus som nu är ett Bing Crosby-museum. Bing föddes som nummer fyra i en barnaskara på sju varav den yngste brodern, George Robert (1913–1993), kom att bli känd som orkesterledaren Bob Crosby.
Under ungdomstiden var han nära vän med Al Rinker (bror till sångerskan Mildred Bailey). Crosby och Rinker uppträdde som en sång- och pianoduo när de upptäcktes av den populäre orkesterledaren Paul Whiteman. Whiteman kombinerade duon med ytterligare en vokalist, Harry Barris, och i denna sättning gjorde de stor succé som "Paul Whiteman's Rhythm Boys". Tillsammans med Whitemans orkester gjorde Crosby också sin filmdebut Jazzkungen (King of Jazz, 1930). Detta var hans stora genombrott och därefter var han en eftersökt artist på scen och i radio.
Bing Crosby hade från 1930 till 1950-talet regelbundna radioframträdanden och när TV blev ett allt mera dominerande medium kom även TV med i bilden. Bing ställde tidigt krav på radioproducenterna att programmen skulle vara inspelade i förväg och det fick till följd att man tvingades sätta in resurser för att utveckla inspelningstekniken, något som också kom att påverka videotekniken.
Crosbys sista tv-framträdande blev tillsammans med David Bowie, i Bing Crosby's Merrie Olde Christmas som spelades in den 11 september 1977, en månad före hans död. Där sjöng de den numer klassiska julsången "Peace on Earth/Little Drummer Boy". Programmet sändes först efter Crosbys död, i USA den 30 november 1977 på CBS och den 24 december 1977 på ITV i Storbritannien.

### Privatliv
Bing Crosby gifte sig 1930 med Dixie Lee, som blev mor till fyra barn. Efter att Dixie Lee avlidit träffade Bing Kathryn Grant (1933-2024), som blev hans maka 1957. Hon var då jämnårig med Gary Crosby, hans äldste son. Med Kathryn fick Bing ytterligare tre barn.
Crosby var en hängiven golfspelare och en av hans golfvänner var medspelaren i filmserien Två glada sjömän i XXX nämligen Bob Hope. Det var också i samband med en golfrunda i Madrid i Spanien, som Bing Crosby avled av en hjärtattack. Han valdes in i World Golf Hall of Fame 1978.

## Filmografi i urval
- 1930 – Jazzkungen
- 1936 – Samhällets fiende no 13
- 1940 – Två glada sjömän går i land
- 1941 – Två glada sjömän i Afrika
- 1942 – Värdshuset Fritiden (där "White Christmas" framfördes för första gången på film)
- 1942 – Två glada sjömän i Marocko
- 1944 – Vandra min väg (Crosby Oscarsbelönad)
- 1944 – Flottans farliga flickor
- 1945 – Klockorna i S:t Mary
- 1945 – Två glada sjömän i Alaska
- 1947 – Två glada sjömän i Rio
- 1947 – Åh, en sån deckare! (ej krediterad)
- 1948 – Kejsarvalsen
- 1949 – Det susar i säven & Ichabods äventyr (röst)
- 1949 – En yankee vid kung Arthurs hov
- 1950 – Broadway Bill
- 1952 – Världens största show
- 1952 – Två glada sjömän på Bali
- 1954 – White Christmas
- 1954 – Mannen du gav mig
- 1956 – En skön historia
- 1956 – Dans ombord
- 1960 – Låt oss älska
- 1962 – Vägen till Hongkong
- 1964 – 5 äss i leken

## Diskografi (22 guldskivor)
1. Sweet Leilani
2. New San Antonio Rose
3. White Christmas
4. Silent Night
5. Sunday Monday or Always

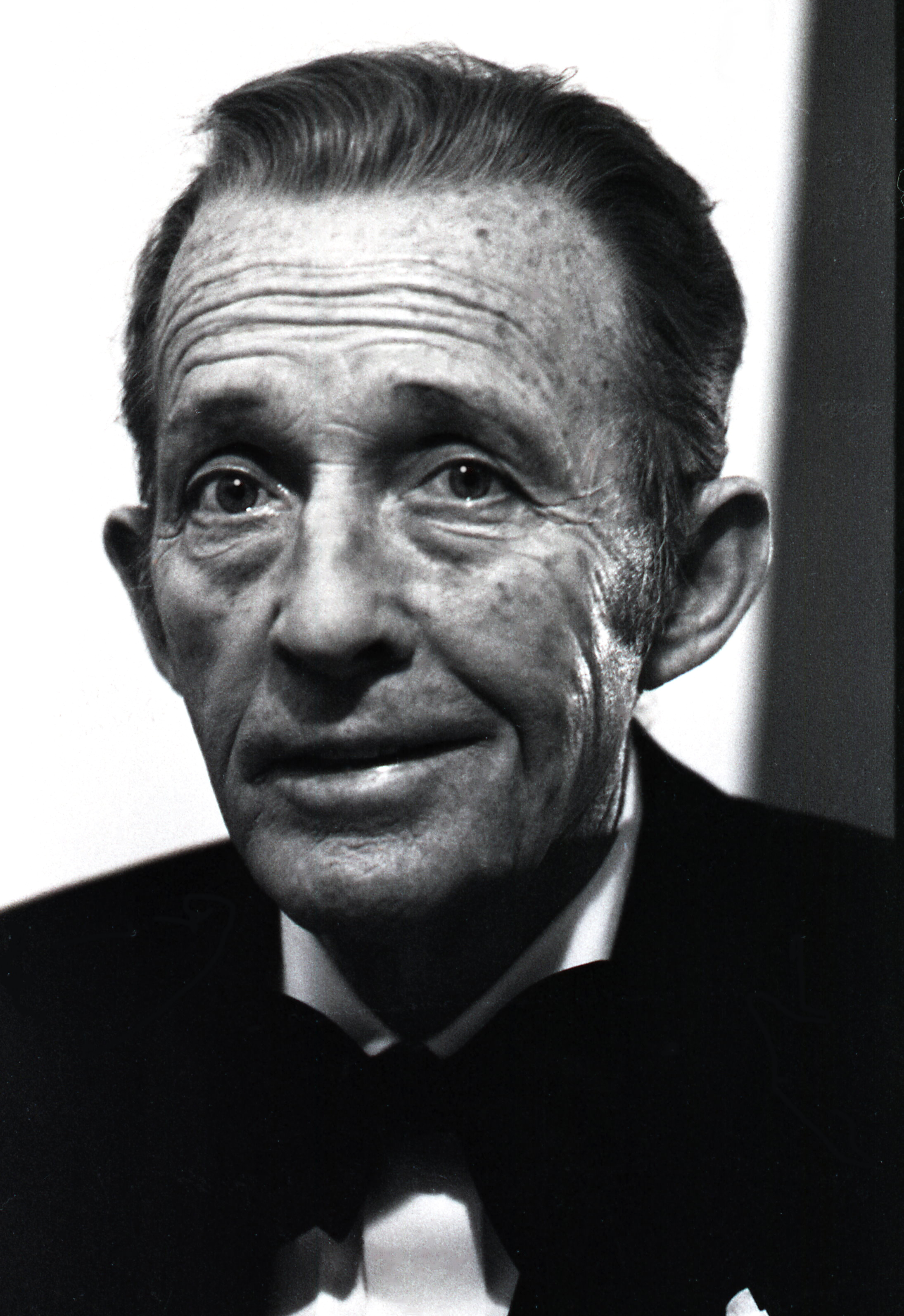
Bing Crosby, 1977.

6. Pistol Packin’ Mama (med Andrews Sisters)
7. Jingle Bells (med Andrews Sisters)
8. I’ll Be Home for Christmas
9. Swinging on a Star
10. Too-Ra-Loo-Ra-Loo-Ra
11. Don’t Fence Me In (med Andrews Sisters)
12. I Can’t Begin to Tell You
13. McNamara’s Band
14. South America Take It Away (med Andrews Sisters)
15. Alexander’s Ragtime Band (med Al Jolson)
16. Whiffenpoof Song
17. Now Is the Hour (Maori Farewell Song)
18. Galway Bay
19. Dear Hearts and Gentle People
20. Play a Simple Melody (med Gary Crosby)
21. Sam’s Song (med Gary Crosby)
22. True Love (med Grace Kelly)

## Övrigt
Asteroiden 2825 Crosby är uppkallad efter honom.